# Ламберт (Мисури)
Ламберт (енгл. Lambert) град је у америчкој савезној држави Мисури.

## Демографија
По попису из 2010. године број становника је 34, што је 15 (-30,6%) становника мање него 2000. године.
| Група             | 2000.      | 2010.       |
| Белци             | 47 (95,9%) | 34 (100,0%) |
| Афроамериканци    | 0 (0,0%)   | 0 (0,0%)    |
| Азијати           | 0 (0,0%)   | 0 (0,0%)    |
| Хиспаноамериканци | 0 (0,0%)   | 0 (0,0%)    |
| Укупно            | 49         | 34          |